# Dragon's Lair II: Time Warp
Dragon's Lair II: Time Warp (también llamado en español: Dragon's Lair II: La máquina del tiempo) es un videojuego laserdisc de 1991 de Leland Corporation. Se considera como la primera secuela "verdadera" de Dragon's Lair. Al igual que con el original, Dragon's Lair II: Time Warp consiste en un cortometraje animado que requiere que el jugador mueva el joystick o presione un botón de disparo en determinados momentos para continuar. Se lleva a cabo años después del Dragon's Lair original. Dirk se ha casado con Daphne, y el matrimonio ha producido muchos hijos. Cuando Daphne es secuestrada por el malvado mago Mordroc para ser forzada a casarse, los hijos de Dirk y su suegra están claramente molestos por el secuestro de Daphne, y Dirk debe salvarla una vez más.
Ports del juego fueron anunciados para el Sega Saturn, Philips CD-i, 3DO Interactive Multiplayer y Atari Jaguar CD. Sin embargo, solo se lanzó la versión de CD-i, aunque las versiones de las versiones 3DO y Jaguar CD que no se pueden reproducir aparecen en las respectivas versiones de las consolas de Brain Dead 13. Posteriormente, el juego se portó a Wii como parte del lanzamiento de la compilación Dragon's Lair Trilogy. Un port para PlayStation 3 fue lanzado el 1 de junio de 2011.

## Historia
Dirk el Intrépido debe encontrar y rescatar a Daphne con la ayuda de una máquina del tiempo. Parece que la máquina del tiempo está (o ha sido) poseída por el hermano de Mordroc, un mago que ha secuestrado a Daphne. Dirk recorre varias dimensiones y épocas históricas en busca de Daphne, algunas inspiradas en historias clásicas y cuentos de hadas como Alicia en el país de las maravillas o La bella durmiente, para evitar que Mordroc esclavice a Daphne a su antojo con el temido Anillo de la Muerte. El actor de voz Michael Rye repite su papel como narrador como lo hizo en Dragon's Lair y Space Ace.

## Jugabilidad
La jugabilidad difiere del original en dos aspectos importantes. En primer lugar, sigue una secuencia lineal de eventos que fluyen uno hacia el siguiente, a diferencia de las secuencias aleatorias de salas del primer juego; "morir" en la secuela también obliga al jugador a reanudar desde un punto de control en lugar de comenzar un nivel aleatoriamente. En segundo lugar, los tesoros dorados se encuentran dispersos a lo largo del juego; obtener cada tesoro es opcional y requiere un movimiento extra, pero al jugador se le otorgan puntos extra. Si el jugador no consigue alguno, al final del juego regresa al primer tesoro perdido. Además, a diferencia del primer juego, las acciones que el jugador debe hacer son provocadas por un breve destello de lo que Dirk debería usar o hacia dónde debería ir.

## Desarrollo
El desarrollo del juego comenzó en 1983 después del éxito de la Dragon's Lair original y finalmente llegó a las salas recreativas ocho años más tarde, de ahí el crédito de Leland Interactive en la pantalla de título, aunque un comercial de Don Bluth Productions presentando animación completa desde la etapa 3 del juego. se emitió en televisión en 1984.[cita requerida] En realidad, crear la animación del juego tomó tres años.

## Etapas
- Etapa 1: Dirk está aterrorizado y horrorizado hasta la muerte de su madre enfadada tratando de golpearlo con un rodillo o arrojarle objetos destructibles para vengarse de él debido al secuestro de Mordroc a su princesa Daphne. Debe huir de ella mientras pasa por varias criaturas y obstáculos en el antiguo castillo del Singe fallecido, incluida una serpiente voraz con Tam o 'Shanter, para alcanzar la máquina del tiempo que le permitirá perseguir a Mordroc.
- Etapa 2: En tiempos prehistóricos, Mordroc se toma un momento para burlarse de Dirk mientras lucha contra los pterodáctilos, un T-rex y dos centauros con alas de murciélago que se llevan a Daphne. Cuando esto sucede, la pequeña isla en la que se encuentran se desmorona gradualmente en el mar.
- Etapa 3: En 1865, Dirk se materializa en la casa de Alice Liddell y atraviesa el espejo que cuelga sobre la chimenea. Mientras se viste como Alicia por personajes enemigos, cae en el País de las Maravillas donde se enfrenta a Tweedledum y Tweedledee, la Reina de Corazones, su ejército de soldados de naipes, el Sombrerero Loco y la Liebre de Marzo, el Jabberwocky y el Gato de Cheshire.
- Etapa 4; En el Jardín del Edén, Dirk tiene que escapar de los ángeles guardianes, los avances de Eva, la Dama gorda, dos serpientes (una queriendo comerse a Dirk y la otra a hablar sin problemas), y finalmente, la ruina del Edén cuando Eve accidentalmente se come la manzana prohibida.
- Etapa 5; En 1808, Dirk se encoge al tamaño de un ratón en el estudio de Ludwig van Beethoven, donde debe evitar las depredaciones de la constante del compositor tocando el piano con las manos, su perverso gato hambriento y el puro caos de su ráfaga creativa.
- Etapa 6; En el Antiguo Egipto, Dirk encuentra lo que parece ser Daphne (envuelta completamente en vendas de lino) pero en realidad es Mordroc disfrazado, lo que lleva a Dirk a una búsqueda sin sentido mientras explora una tumba antigua evitando por poco el gas venenoso, arañas, murciélagos gigantes, corrosivo ácido, escarabajos y una momia gigante.
- Etapa 7; En su castillo, Mordroc pone el Anillo de la Muerte en el dedo de Daphne, que la transforma en una monstruosa Banshee. Dirk debe evitar los monstruosos intentos de Daphne para devorarlo. Él debe quitarle el anillo del dedo, restaurarlo a la normalidad y derrotar a Mordroc al mismo tiempo. Además de la escena alternativa en la versión no arcade, Dirk tiene que quitar el anillo de Daphne y tirarlo en Mordroc.
- Etapa final; Aunque Mordroc es derrotado, Dirk debe luchar contra los últimos secuaces supervivientes de Mordoc, que intentan vengarse de él por haber derrotado a su amo, para que Dirk escapa con seguridad del castillo en ruinas con Daphne.

Durante el transcurso del juego, el jugador puede encontrar y recoger "tesoros". En la versión Director's Cut del juego, reunir todos los tesoros ofrece una penúltima etapa más corta y más fácil. En ella, Dirk debe obtener el Anillo de la Muerte y luego arrojarlo a Mordroc. Esto también incluye tres escenas de muerte que no se usaron en el lanzamiento final.

## Lanzamientos

### PC
Alrededor de la época en que salió la versión Arcade, ReadySoft lanzó una versión abreviada para las computadoras hogareñas Amiga. Incluía solo algunas de las escenas y la mayoría de las etapas faltaban por completo. Incluía la introducción que llegaba a la máquina, seguida de la etapa prehistórica, el Jardín del Edén y la etapa final.
El juego fue seguido por Dragon's Lair III: The Curse of Mordread, también por ReadySoft. Presentó una historia original con la hermana de Mordroc, la malvada bruja Mordread. Llega a la casa de Dirk y Daphne, y absorbe tanto la casa como a Daphne en un orbe. Este juego incorporó las etapas de Wonderland y el piano de Beethoven de Time Warp, pero también incluyó algunas secuencias originales: una introducción, un escenario en un barco pirata, un escenario en el reino del tiempo y un final original.

### DVD
Dragon's Lair II fue lanzado en DVD el 7 de abril de 2007.

### Blu-ray
Tras el lanzamiento de Dragon's Lair y Space Ace en alta definición para Blu-ray, Digital Leisure dijo que estaban trabajando en una versión Blu-ray de Dragon's Lair II durante algún tiempo en 2008. El disco fue lanzado el 2 de junio de 2009.
Un huevo de Pascua en el Space Ace Blu-ray permite al jugador reproducir la primera escena de Dragon's Lair II en formato Blu-ray.

### PlayStation 3
Dragon's Lair II fue lanzado para PlayStation 3 el 1 de junio de 2011

## Recepción
Computer Gaming World llamó a Dragon's Lair II "un programa excepcional que adolece de juegos poco interesantes". La revista criticó el juego por, al igual que su predecesor, ser "una larga serie de prueba y error" en lugar de probar la capacidad del jugador. Los cuatro revisores de Electronic Gaming Monthly dieron a la versión de CD-i un 7.25 de 10, comentando que se ve y juega tan bien como la versión de arcade, y elogiando la adición de artículos coleccionables. Uno de los críticos distinguió con la opinión de la mayoría y dijo que los juegos de FMV habían perdido su novedad y que el juego carecía de interacción. GamePro le dio una crítica entusiasta. Aplaudieron los gráficos nítidos y coloridos, la ausencia de desaceleración, la alta velocidad de cuadros, los efectos de sonido realistas y los controles excepcionales, explicando que "la almohadilla direccional circular del CD-i te brinda pulsaciones más rápidas y precisas que te ayudan a atravesar cada serpiente. dragón y suegra a la vista ".